# 狄摩西尼·利格多普洛斯

1919年的狄摩西尼·利格多普洛斯

狄摩西尼·利格多普洛斯（希臘語：Δημοσθένης Λιγδόπουλος；1898年—1920年10月）是希腊的一个社会主义活动家和报纸编辑。他出生于希腊王国雅典的一个贫穷家庭。1916年，考入雅典大学，主修数学。同年，利格多普洛斯与同学和朋友成立“雅典社会主义青年”组织，该组织在十月革命爆发后聚集了大批青年。利格多普洛斯和他的许多同志因出版左翼文学作品而被希腊当局逮捕，但由于国际社会的强烈抗议，埃莱夫塞里奥斯·韦尼泽洛斯政府特赦他们。1918年11月，他在比雷埃夫斯举行的希腊社会主义工人党（现名希腊共产党）成立大会上发挥了领导作用。1920年10月底，从苏俄敖德萨乘船返回希腊，在途径黑海时被拉兹裔土耳其走私者杀害，尸体被抛在保加利亚海岸附近。